# Lazăr Comănescu
Lazăr Comănescu (Horezu, 4 giugno 1949) è un diplomatico e politico rumeno, è stato Ministro degli affari esteri dal 17 novembre 2015 al 20 gennaio 2017 nel Governo Cioloș e dal 15 aprile al 22 dicembre 2008 nel Governo Tăriceanu II.

## Biografia
Lazăr Comănescu è nato il 4 giugno 1949 nella città di Horezu (Ursani) (distretto di Vâlcea). Si è laureato alla Facoltà di Commercio estero presso l'Accademia degli studi economici di Bucarest nel 1972 e al Corso Francese di Civilizzazione Contemporanea a Parigi - Sorbona nel 1973. Ha conseguito il titolo di dottore in relazioni economiche internazionali presso l'ASE Bucarest nel 1982.
Dopo la laurea, è stato impiegato come diplomatico presso il Dipartimento di Organizzazioni Economiche Internazionali del Ministero degli Affari Esteri (1972-1982). Con il dottorato, lavorerà come docente presso il Dipartimento di Economia Economica Internazionale presso l'Accademia degli Studi Economici di Bucarest (1982-1990). Dopo la rivoluzione del dicembre 1989, Lazăr Comănescu ritorna al ministero degli esteri, nominato consulente nel 1993 e ministro-consigliere nella missione di Romania all'Unione europea - Bruxelles (1990-1994), Direttore dell'Unione europea (1994-1995) Direttore Generale, Consigliere del Ministro degli Affari Esteri, Direttore del Gabinetto (1995).
Nel 1995, Lazar Comanescu è stato nominato Segretario di Stato presso il Ministero degli Affari Esteri (1995-1998), e nello stesso periodo è stato professore associato all'Accademia degli studi economici. Dal 1998 è ambasciatore straordinario e plenipotenziario, capo della missione rumena alla NATO e all'Unione europea (1998-2001), ambasciatore straordinario e ambasciatore all'Unione europea (residente a Bruxelles). Plenipotenziario, capo della missione rumena all'Unione europea (2001-2007) e ambasciatore straordinario e plenipotenziario, rappresentante permanente della Romania all'Unione europea (2007-2008).
Nel 1998, Lazăr Comănescu ha ottenuto il diploma di ambasciatore. È membro del consiglio scientifico dell'Istituto europeo di Romania, membro del consiglio scientifico dell'Istituto rumeno di studi internazionali e membro fondatore del Forum dell'Europa centrale a Varsavia. Nel 2000 è stato decorato con l'Ordine Nazionale "Servizio Fedele" come alto funzionario.

## Ministro degli affari esteri

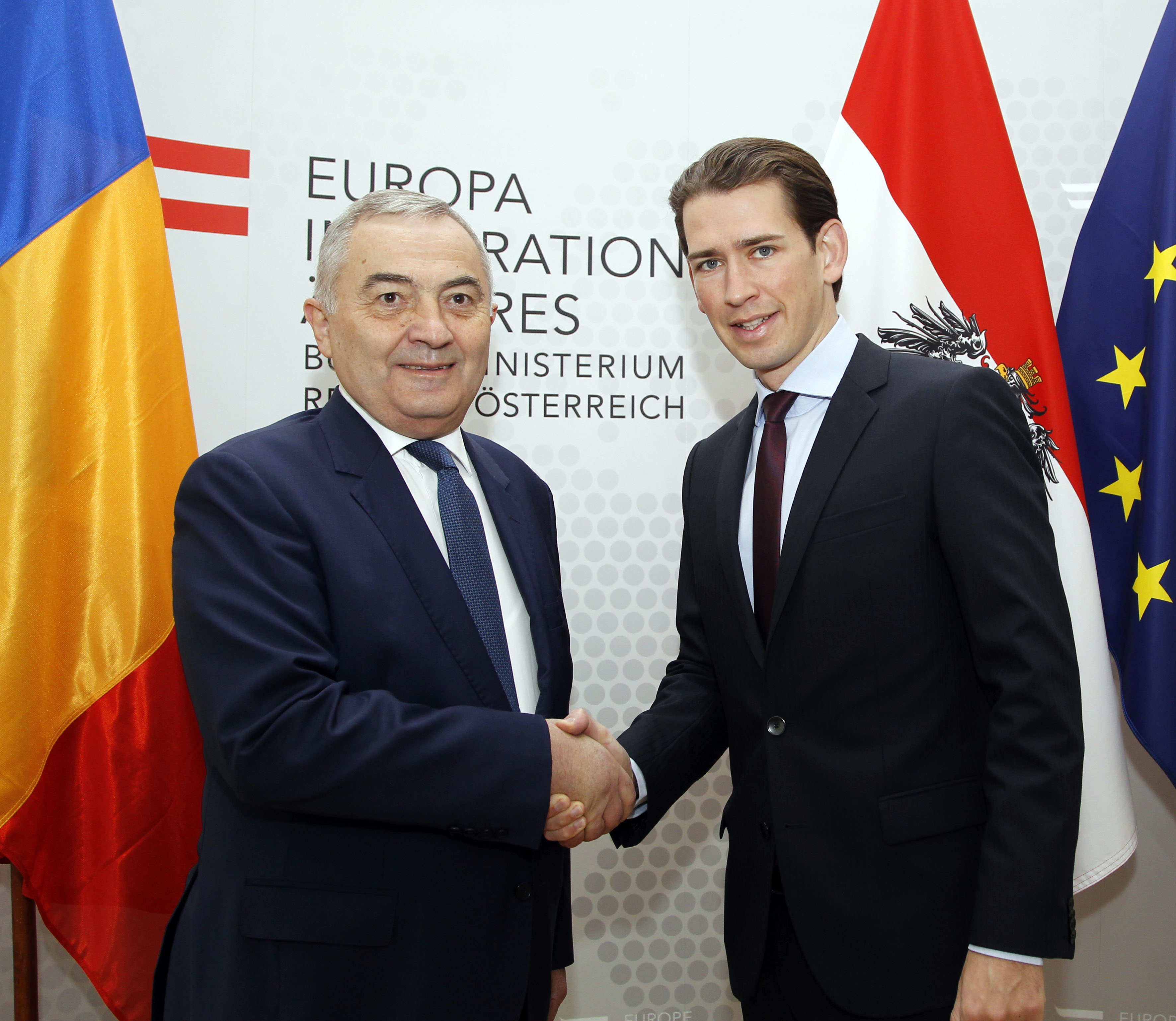
Lazăr Comănescu stringe la mano al ministro degli affari esteri austriaco Sebastian Kurz il 13 giugno 2016

Il 14 aprile 2008, Lazăr Comănescu è stato nominato con decreto ministro degli esteri, nominato il secondo giorno. Il primo ministro Călin Popescu Tăriceanu ha avanzato questa proposta senza consultare la direzione PNL e sottoponendola al voto, e il presidente Traian Băsescu ha firmato rapidamente il decreto di nomina.
In occasione dell'insediamento di Lazar Comanescu, il presidente Traian Basescu ha dichiarato quanto segue: La vostra nomina è il risultato di un consenso rapidamente acquisito a livello delle istituzioni che hanno l'autorità di decidere. Voglio che lei conosca da me qui e in pubblico ciò che è altrimenti ben noto, ma sembra necessario ripeterlo. Le priorità della politica estera della Romania sono rimaste invariate dal 2005 e nel mandato che dovete incontrare nei prossimi 10-12 mesi dobbiamo capitalizzare sulle conclusioni del vertice NATO di Bucarest, a favore della sicurezza della Romania.
Lazăr Comănescu parla fluentemente inglese e francese, tedesco e spagnolo. È sposato con Mihaela Comanescu e ha una figlia, Alina Comanescu.

## Opere pubblicate
Lazăr Comănescu è autore e coautore dei corsi e dei libri di testo universitari, tra i quali si ricorda quanto segue:
- Economia Mondială (1985, 1990, 1995)
- Tehnicile tranzacțiilor economice internaționale (1989)
- Dicționar de relații economice internaționale (1993)

Ha inoltre pubblicato diversi articoli nelle seguenti riviste: Tribuna Economică, Revista Română de Studii Internaționale, Revista Română de Drept Comunitar, European Voice (Brussels), Bruxelles Capitale Diplomatique (Bruxelles), NATO Economic Colloquium (1995-1999-2001), Revista Europei Centrale și Orientale (1999), NATO Nations and Partners For Peace (1999), Romanian Journal of European Affairs (2002), Raportul IDEA - Stockholm (1997) și Nine O'Clock.